# 富山県立富山学園
富山県立富山学園（とやまけんりつとやまがくえん）とは、富山県富山市にある富山県立の児童福祉施設（児童自立支援施設）である。

## 概要
- 所在地 - 富山県富山市針日225番地[1]
- 交通 - 富山駅から、富山地方鉄道富山港線に乗車し、終点の岩瀬浜駅で下車後、フィーダーバス（水橋方面）に乗車し、日方江バス停留所で下車、徒歩1分。
- 施設定員 - 80名[1]
- 寮舎規模 - 中舎（男）小舎（女）[1]、延床面積741m2[2]

## 沿革
出典→
- 1909年4月 - 感化法施行に伴い、柴谷龍寛氏が経営する深敬保育園が感化院代用に指定。柴谷氏は上新川郡奥田村（現・富山市）に敷地1,274坪を求め、寮舎127坪（収容定員は15名）を新築、学藍として就任し、『樹徳学園』と命名。
- 1916年4月 - 富山県に移管され、『県立樹徳学園』と改称。
- 1933年5月 - 現住所（富山市針日）に敷地約9,000坪、本館建物延219坪（2階建）にて新築移転。
- 1934年10月 - 少年教護法による少年教護院となる。
- 1948年
  - 1月 - 児童福祉法の施行により、教護院となる。
  - 9月 - 現名称の『富山県立富山学園』と改称。
- 1998年4月 - 児童福祉法改正により、児童自立支援施設となる。
- 2009年11月 - 創立100周年記念式典。
- 2014年4月 - 学園内に富山市立浜黒崎小学校松風分校及び富山市立北部中学校松風分校が開校。
- 2020年6月 - 新男子寮、有磯寮（定員16名）が完成。
- 2021年3月 - 新女子寮、薫風寮（定員8名）が完成。

## その他
- 行事としては、9月に立山登山が行われる[4]。